# Grosser Rat (Neuenburg)

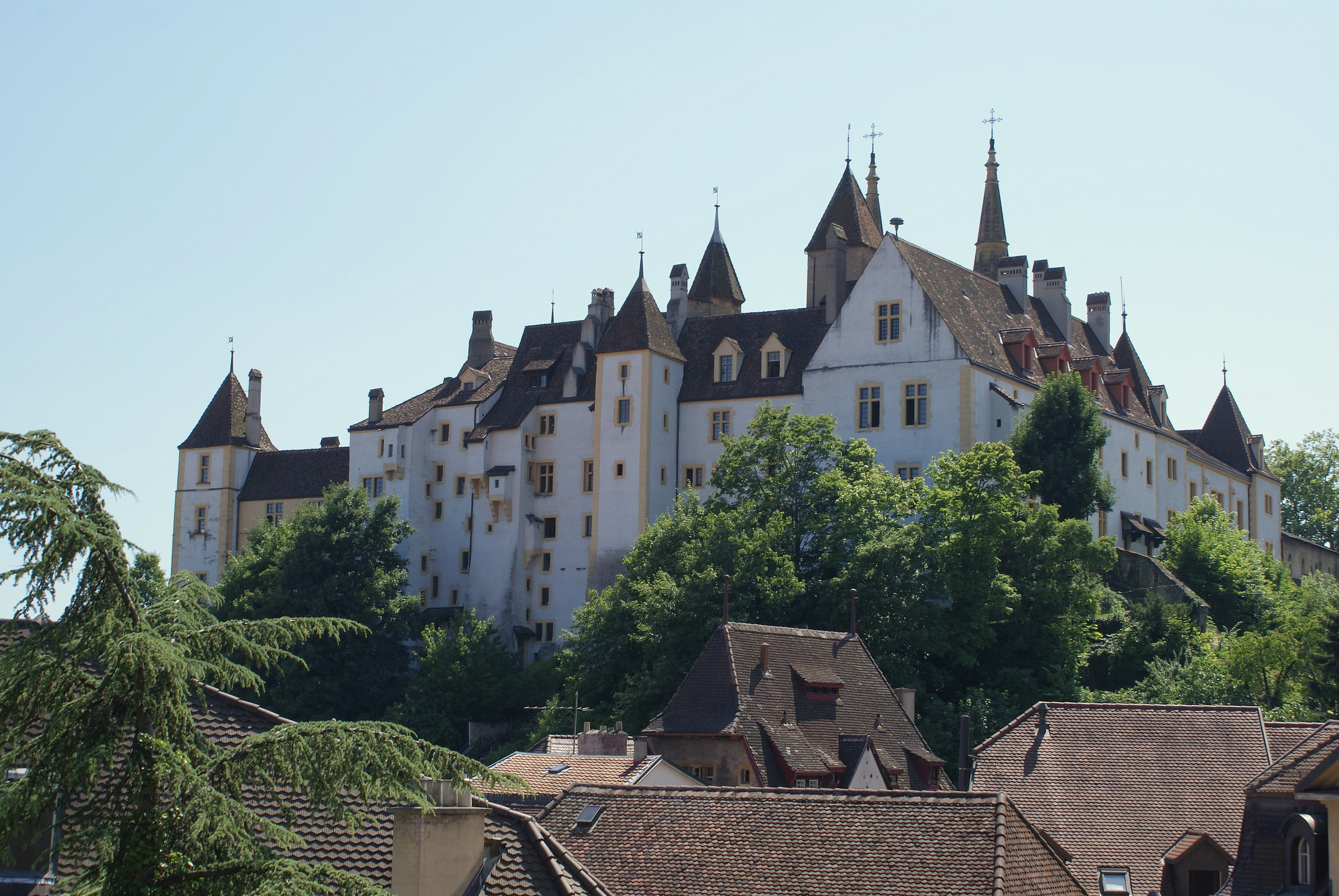
Schloss Neuenburg

Der Grosse Rat des Kantons Neuenburg (französisch Grand Conseil du canton de Neuchâtel) ist das Parlament des Kantons Neuenburg. Der Sitz des Parlamentes ist im Schloss Neuenburg in Neuenburg. Seit der Legislaturperiode 2021–2024 gehören dem Grossen Rat 100 (zuvor 115) Abgeordnete (députés) an, die alle vier Jahre neu gewählt werden. Die letzte Grossratswahl fand am 18. April 2021 statt.

## Aufgaben

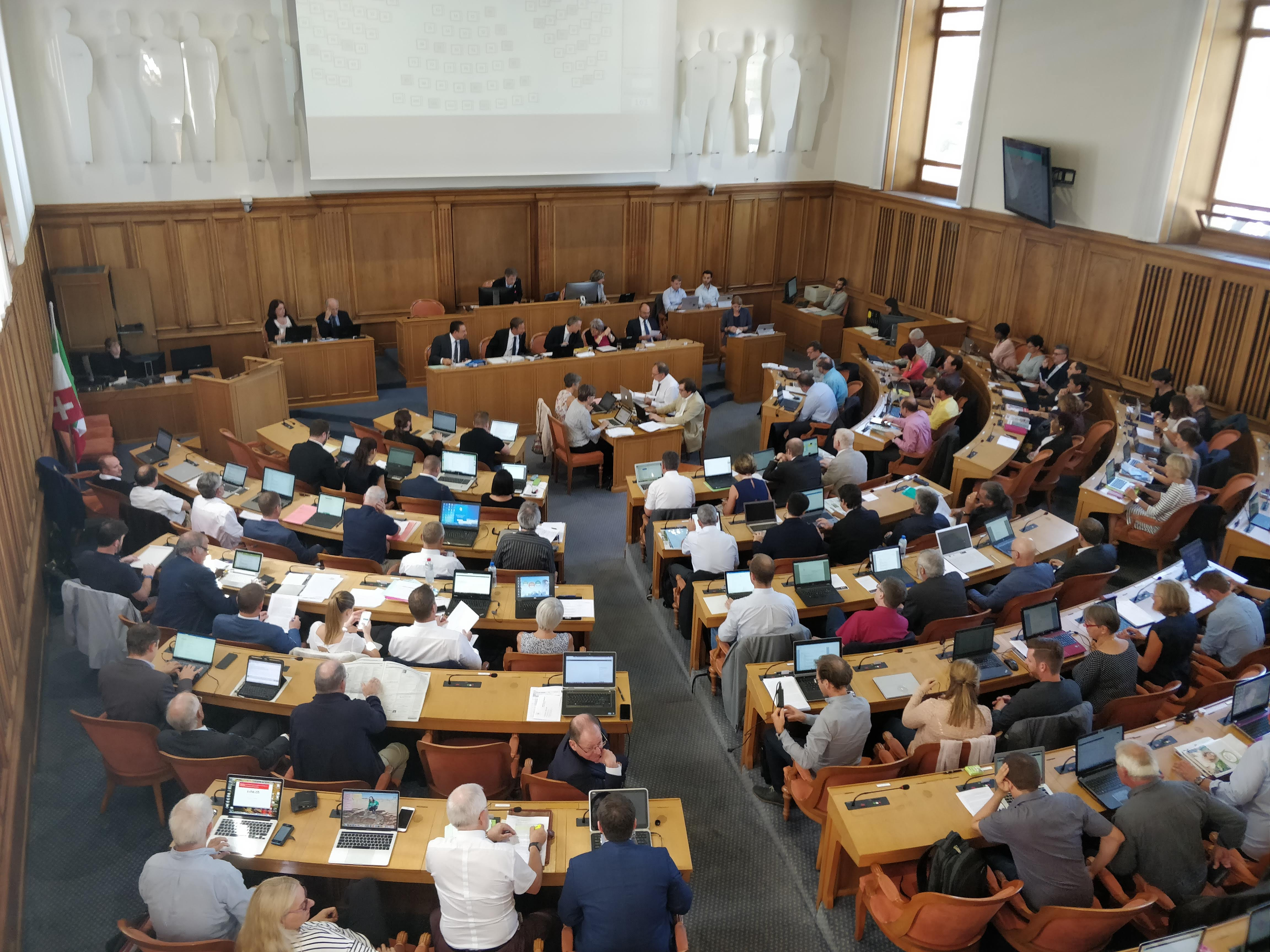
Grossratssaal während einer Session

Der Grosse Rat bildet die Legislative des Kantons Neuenburg. Seine Kompetenzen sind durch die Verfassung der Republik und des Kantons Neuenburg beschrieben. Er kann Gesetze beschliessen, das kantonale Budget genehmigen und über Ausgaben abstimmen. Ausserdem kann er den Erwerb und die Veräusserung von Staatseigentum sowie den Abschluss von Staatsverträgen und Konkordaten genehmigen, sofern solche Geschäfte nicht in die ausschliessliche Zuständigkeit des Staatsrates fallen. Gesetze und Verordnungen, die erhebliche Einsparungen oder Mehrausgaben zur Folge haben, sowie von der Schuldenbremse abweichende Budgets müssen im Grossen Rat von einer Dreifünftelmehrheit beschlossen werden. Er wählt zudem Richter unter der Vorbehalt von gesetzlichen Ausnahmen.
Der Grosse Rat ist das oberste Gremium für die Kontrolle über den Staatsrat (Kantonsregierung), die kantonale Justiz sowie die öffentliche Verwaltung.

## Parteien – Wahlergebnisse seit 1889
- PdA: 8
- Grüne: 15
- SP: 27
- GLP: 5
- Mitte: 3
- FDP: 30
- SVP: 12

1848 stürzten Republikaner die Regierung des Fürstentums Neuenburg und riefen die Republik aus (siehe auch: Geschichte des Kantons Neuenburg). Die Verfassung von 1848 stellte die Prinzipien der repräsentativen Demokratie her. Die Republikaner bildeten daraufhin die Association Patriotique. Nach dem gescheiterten royalistischen Putsch von 1856 schloss sich die Association Patriotique den Schweizer Radikalen an und benannte sich in Association radicale neuchâteloise um (später: Parti radical-démocratique, PRD). Diese dominierte in der zweiten Hälfte des 19. Jahrhunderts die Neuenburger Politik. Die ehemaligen Royalisten schlossen sich mit den gemässigten Republikanern zu den (Liberal-)Konservativen zusammen, die ab 1873 formell die Association démocratique libérale bildeten (später: Parti libéral, PLS).
1865 bildete sich eine erste Sektion der Internationalen Arbeiterassoziation, woraus die revolutionäre Juraföderation entstand. Die Sozialdemokratische Partei hingegen wurde erst 1896 aus den bestehenden Sektionen des Grütlivereins gegründet und stieg 1922 zur stärksten Partei auf. Da sie einem geschlossenen bürgerlichen Block gegenüberstand, dauerte es jedoch bis 1941, bis ihr ein Sitz in der Regierung zugestanden wurde. Derweil spaltete sich die Kommunistische Partei ab, die zwar bis zu ihrem Verbot 1937 unbedeutend blieb, deren Nachfolger, die Partei der Arbeit, jedoch dauerhaft Fuss fassen konnte.
Als Reaktion auf den Landesstreik von 1918 schlossen sich in La Chaux-de-Fonds und Le Locle die lokalen Sektionen der Radikalen und der Liberalen zur Union hélvetique bzw. zur Ligue Ordre et Liberté zusammen, woraus die Parti progressiste national hervorging. 1981 ging diese in der Liberalen Partei auf, die wiederum 2008 mit der Radikaldemokratischen Partei zur PLR.Les Libéraux-Radicaux (deutsch: FDP.Die Liberalen) fusionierte. Die Grünen zogen 1989 erstmals in den Grossen Rat ein und stiegen 2017 zur drittstärksten Kraft auf. Die kantonale Sektion der Schweizerischen Volkspartei (Union démocratique du centre) wurde erst 2001 gegründet, holte jedoch 2005 auf Anhieb 17 Sitze. Ebenfalls im Grossen Rat vertreten sind derzeit die Grünliberale Partei und Die Mitte.
Nachfolgend sind die Sitzverteilungen der Parteien jeweils nach den Grossratswahlen von 1889 bis 2025 dargestellt.

## Mitglieder

### Wahlverfahren und Sitzzuteilung
Der Grosse Rat besteht seit der Wahl 2021 aus 100 Sitzen, zuvor bestand er aus 115 Sitzen. Die Sitze werden dabei nach Proporz (Hagenbach-Bischoff-Verfahren) gewählt. Die vier zuvor bestehenden Wahlkreise wurden zugunsten von einem einzigen kantonsweiten Wahlkreis abgeschafft, jedoch bestehen sie als «Wahlregionen», denen eine Mindestsitzzahl garantiert ist, weiter. Die Sperrklausel liegt bei 3 %. Listenverbindungen sind nicht vorgesehen.
Bei den Wahlen von 2021 wurden insgesamt 58 (= 58 %) Frauen gewählt. Damit ergab sich erstmals in einem Kantonsparlament eine Frauenmehrheit.